# 爱情公寓 (第五季)
《爱情公寓5》（英語：iPartment 5）是中国大陆都市爱情题材情景喜剧《爱情公寓》的第五季兼最终季。由韦正执导、编剧则由汪远改为韦正和邹杰，演员为娄艺潇、李佳航、孙艺洲、李金铭，张一铎、成果、万籽麟主演，陈赫、赵文琪特别出演。

## 播放平台
| 播出平台                                                  | 所在地                                                                       | 播映日期      | 播出时间                            |
| --------------------------------------------------------- | ---------------------------------------------------------------------------- | ------------- | ----------------------------------- |
| 爱奇艺                                                    | 中国大陆                                                                     | 2020年1月12日 | 每周日到周二20点各更新2集           |
| iQIYI（页面存档备份，存于） YouTube（页面存档备份，存于） | 香港 · 臺灣 · 马来西亚 · 新加坡 · 緬甸 · 泰國 · 印度尼西亞 · 柬埔寨 · 菲律賓 | 2020年1月12日 | 每周日到周二20点各更新2集           |
| 爱奇艺频道300                                             | 马来西亚                                                                     | 2020年5月18日 | 星期一至二 22:00 - 00:00 (两集连播) |

## 簡介
经过多年的爱情长跑，爱情公寓的老住客们纷纷修成正果，他们中有的确定了恋爱关系，有的决定领证结婚。大家的爱情纷纷进入了新阶段，新的惊喜和新的烦恼都接踵而至。有的人在约会的过程中磕磕碰碰，有的人在筹备结婚的过程中鸡飞狗跳。爱情公寓仿佛是一个有魔力的地方，每一对真心相爱的情侣都能在这里获得祝福，走向美好。随着公寓浪漫的美名越传越远，新住客也慕名而来。新住客带来很多新观念、新玩法，让曾经都是时代弄潮儿的老住客们也自叹弗如。和新住客的青春活力相比，老住客们经过多年历练，对爱情和人生的态度更加成熟稳重。新老住客努力去理解对方，彼此帮助，即使磕磕碰碰，也要互相拥抱。铁打的公寓，流水的爱情，新的浪漫故事在这里不断上演。

## 演员列表

### 领衔主演
| 演员   | 角色   | 角色简介 |
| 李佳航 | 张伟   | 外號張益達。愛情公寓最有種的男人，律师。诸葛大力的男友，趙海棠的情敵。出身孤儿院，性格抠门，最喜欢的卡通人物是海绵宝宝。在這季開了自己的律師事務所。 |
| 娄艺潇 | 胡一菲 | 爱情公寓里唯一的博士后兼教师。曾小贤的妻子，赵海棠、诸葛大力的老师。故事开始一年前已与曾小贤登记结婚。绝技是“弹一闪”。                               |
| 孙艺洲 | 吕子乔 | 外號呂小布。陈美嘉丈夫，吕嘉一的爸爸。退役的情场高手，在這季經營網店，並通过直播平台推销“嘿凤梨”小蛋糕。                                             |
| 李金铭 | 陈美嘉 | 吕子乔妻子，已怀孕，后来分娩得女吕嘉一。數學不犀利，在這季經營網店，懷孕時曾患上產前抑鬱。                                                           |

### 主演
| 演员   | 角色     | 角色简介 |
| 张一铎 | 赵海棠   | 本名赵梨花。富二代，大学快闪社社长。文艺青年，平时喜欢写小说，會彈吉他。非常喜欢诸葛大力，故视张伟为情敵並经常嘲讽他。與咖喱酱有感情綫。                                                                                               |
| 成果   | 诸葛大力 | 研究生，主修经济学。张伟的女友。偶像是普朗克。最后一集透露将到德国柏林大学留學。 |
| 万籽麟 | 咖喱酱   | 本名史佳丽，因不愿被称为“史姑娘”而很少以真名示人。吃货，性格大大咧咧，喜欢花痴帅哥。自幼父母离异，很早出来打拼，做过网络主播，搬进公寓后成为张伟助理，也在楼下的便利店和咖啡馆打工，有很好的配音才能，最后通过成人高考，进入大学深造。 |

### 特别出演
| 演员   | 角色   | 角色简介 |
| 陈赫   | 曾小贤 | 电台节目《你的月亮我的心》主持人，胡一菲丈夫。原爱情公寓下属公寓住户委员会副主席，在本季外派至阿拉善沙漠。             |
| 赵文琪 | 秦羽墨 | 胡一菲的高中同學，爱情公寓前租客。知性美麗、敏感大方的化妝品公司白領上班族，最後一集透露事業越做越好。與杜俊有感情線。 |

### 其他演員
| 演员     | 角色       | 角色简介 |
| 刘一君   | 小黑       | 原名白开。住在爱情公寓3502（即楼下），发明家，七胞胎，前四季中「樓下小黑」的实体。个别的小黑说话有山东方言口音。 |
| 刘浩     | 阿杰       | 苏宁小店的外卖小哥，咖喱酱曾经的暗恋对象。                                                                       |
| 王蕴凡   | 杜俊       | 羊胡须，说话语速极慢。前租客關谷神奇的大师兄，前作中亦为客演員。與秦羽墨有感情線。                               |
| 榕榕     | Lisa榕     | 电台“你的月亮我的心”节目制片人，前作中客串出演，曾小贤和诺澜的上司，但第1集已离职。第1、7、11、29、36集出现。    |
| 王子異   | 大灰狼     | 第3集出現。 |
| 三浦研一 | 关谷健次郎 | 关谷神奇的父亲，经营荞麦面店。第1、18、19、36集出现。                                                            |
| 刘萌萌   | 诺澜       | 曾小贤的同事，前女友。第1、33、36集出现。                                                                        |
| 于立     | Jason于    | 心理医生。曾在第四季《盗梦空间》一集出演。第25集出现。                                                           |
| 李晟     | 诸葛大圣   | 诸葛大力母亲，全市十大杰出律师之一。第33集出現。                                                                 |
| 陈若轩   | Jack       | 室内设计师。为胡一菲设计了婚房装修。水下捉迷藏能手。第21集出现。                                                 |
| 成果     | Rose       | 赵海棠的相亲对象，汉服爱好者，与诸葛大力外貌一模一样。第21集出现。                                               |
| 崔艺晗   | 小小布     | 本名吕嘉一，吕子乔和陈美嘉的女儿。第24集开始出现。                                                               |

## 集數
2020年1月12日，第五季的劇集依序於爱奇艺上線，而VIP會員則能夠抢先觀看6集，並於2020年1月28日开始超前点播。
| 總集數 | 集數 （季） | 標題                   | 導演        | 編劇      | 上線日期      |
| ------ | ----------- | ---------------------- | ----------- | --------- | ------------- |
| 89     | 1           | 人生下一关             | 韋正        | 韦正 邹杰 | 2020年1月12日 |
| 90     | 2           | 大力出奇迹             | 韋正        | 韦正 邹杰 | 2020年1月12日 |
| 91     | 3           | 最有种的男人           | 韋正        | 韦正 邹杰 | 2020年1月12日 |
| 92     | 4           | 一树梨花压海棠         | 韋正        | 韦正 邹杰 | 2020年1月12日 |
| 93     | 5           | 我家宝藏               | 韋正        | 韦正 邹杰 | 2020年1月12日 |
| 94     | 6           | 红娘的诅咒             | 韋正        | 韦正 邹杰 | 2020年1月12日 |
| 95     | 7           | 美嘉去哪了             | 韋正        | 韦正 邹杰 | 2020年1月12日 |
| 96     | 8           | 有话好好说             | 韋正        | 韦正 邹杰 | 2020年1月12日 |
| 97     | 9           | 购物的色彩             | 韋正        | 韦正 邹杰 | 2020年1月13日 |
| 98     | 10          | 离离桌上草             | 韋正        | 韦正 邹杰 | 2020年1月13日 |
| 99     | 11          | 我为你加油             | 韋正        | 韦正 邹杰 | 2020年1月14日 |
| 100    | 12          | 颜值平均眼镜           | 韋正        | 韦正 邹杰 | 2020年1月14日 |
| 101    | 13          | 弹幕空间               | 韋正        | 韦正 邹杰 | 2020年1月19日 |
| 102    | 14          | 觉醒吧，超能力！       | 韋正        | 韦正 邹杰 | 2020年1月19日 |
| 103    | 15          | 终极求生欲测试         | 韋正        | 韦正 邹杰 | 2020年1月20日 |
| 104    | 16          | 猪猪公寓               | 韋正        | 韦正 邹杰 | 2020年1月20日 |
| 105    | 17          | 装修大师               | 韋正        | 韦正 邹杰 | 2020年1月21日 |
| 106    | 18          | 我最好朋友的婚礼（上） | 韋正        | 韦正 邹杰 | 2020年1月21日 |
| 107    | 19          | 我最好朋友的婚礼（下） | 韋正        | 韦正 邹杰 | 2020年1月26日 |
| 108    | 20          | 最好的礼物             | 韋正        | 韦正 邹杰 | 2020年1月26日 |
| 109    | 21          | 新相亲时代             | 韋正        | 韦正 邹杰 | 2020年1月27日 |
| 110    | 22          | 一出好戏               | 韋正        | 韦正 邹杰 | 2020年1月27日 |
| 111    | 23          | 痛不欲生               | 韋正        | 韦正 邹杰 | 2020年1月28日 |
| 112    | 24          | 玩命快递               | 韋正        | 韦正 邹杰 | 2020年1月28日 |
| 113    | 25          | 你的名字               | 韋正        | 韦正 邹杰 | 2020年1月28日 |
| 114    | 26          | 律政家人               | 韋正        | 韦正 邹傑 | 2020年1月28日 |
| 115    | 27          | 赢在起跑线             | 韋正        | 韦正 邹杰 | 2020年1月28日 |
| 116    | 28          | B方案                  | 韋正        | 韦正 邹杰 | 2020年1月28日 |
| 117    | 29          | 守布者联盟             | 韋正        | 韦正 邹杰 | 2020年1月28日 |
| 118    | 30          | 我和AI有个约会         | 韋正        | 韦正 邹杰 | 2020年1月28日 |
| 119    | 31          | 模拟家庭               | 韋正        | 韦正 邹杰 | 2020年1月28日 |
| 120    | 32          | 真爱环游记             | 韋正        | 韦正 邹杰 | 2020年1月28日 |
| 121    | 33          | 拜见岳母大人           | 韋正        | 韦正 邹杰 | 2020年1月28日 |
| 122    | 34          | 心中的笑声             | 韋正        | 韦正 邹杰 | 2020年1月28日 |
| 123    | 35          | 微信战争               | 韋正 倪虹怡 | 韦正 邹杰 | 2020年1月28日 |
| 124    | 36          | 终成眷属               | 韋正        | 韦正 邹杰 | 2020年1月28日 |

## 音乐
相比于前作，本作使用了更多音乐并加入音乐剧形式，以下表格记录本作使用全部音乐。
其中曲目文字加粗歌曲均收录于网易云音乐：离别时刻 爱情公寓5电视剧原声带（页面存档备份，存于）
| 曲序 | 曲目              |                              | 作曲                       | 编曲                                        | 製作人        | 演唱                               | 备注                                                                                                |
| ---- | ----------------- | ---------------------------- | -------------------------- | ------------------------------------------- | ------------- | ---------------------------------- | --------------------------------------------------------------------------------------------------- |
| 1.   | 我的未来式        | 刘伟恩                       | JEON,GUN GYU               | 徐肖                                        | 张志林        | 爱情公寓全体                       | 片头曲 原唱:郭采洁                                                                                  |
| 2.   | 生命不止 欢乐不息 | 韦正 邹杰                    | 陈祺丰                     | 梁昕                                        | 张志林        | 爱情公寓全体 张志林 葛亮 覃字瑄等  | 第一集前置歌曲                                                                                      |
| 3.   | 爱的回归线        | 李双周 陈韵若 韦正           | 陈迪                       | 徐肖                                        | 陈韵若        | 陈韵若 陈美文                      | 第一集插曲                                                                                          |
| 4.   | 渣男翻车之歌      | 韦正 邹杰                    | 陈祺丰                     | 徐肖                                        | 张志林        | 苗梦初 赵玉卉 可佳                 | 第一集插曲、片尾曲                                                                                  |
| 5.   | 比比男友力        | 韦正 邹杰                    | 张志林                     | 王子轩                                      | 张志林        | 张一铎 娄艺潇 李金铭 万籽麟 李佳航 | 第二集插曲                                                                                          |
| 6.   | 海棠的表白        | 韦正 邹杰                    | 陈祺丰                     | 徐肖                                        | 张志林        | 张一铎 仇方                        | 第二集插曲、片尾曲                                                                                  |
| 7.   | MAXY              | DOUBLE&Blow_Fever ACEMAX-RED | ROVIN Bronze (KIM HWIDONG) | ROVIN (CHUN JUNG HWAN) Bronze (KIM HWIDONG) | ROVIN         | ACEMAX-RED                         | 第三集插曲、片尾曲                                                                                  |
| 8.   | 补充条款          | 韦正 邹杰                    | 张志林                     | 王子轩                                      | 张志林        | 张一铎                             | 第四集插曲                                                                                          |
| 9.   | 你不在            | EnjiA（魏恩佳）              | EnjiA（魏恩佳） BIN        | BIN                                         |               | EnjiA (魏恩佳)                     | 第四集片尾曲、第十八集片尾曲、第二十六集片尾曲                                                      |
| 10.  | 深呼吸的时候      | 布偶乐队                     | 布偶乐队                   |                                             | 秦四风        | 布偶乐队                           | 第五集片尾曲、第十一集插曲、第三十五集片尾曲                                                        |
| 11.  | 孤独的角落        | 韦正                         | 韦正                       | 李林                                        | 张志林        | 韦正                               | 第六集片尾曲、第三十三集插曲(钢琴版)、第三十四集片头曲                                              |
| 12.  | 爱不老            | 陆菱纱                       | 胡多多 包达                | 包达                                        | 胡多多        | 罗震环                             | 第七集片尾曲、第二十一集片尾曲、第二十五集片尾曲                                                    |
| 13.  | Crazy Lady        | 布偶乐队                     | 布偶乐队                   |                                             | 秦四风        | 布偶乐队                           | 第七集插曲                                                                                          |
| 14.  | 2627 （爱来爱去） | 周灏                         | 王霁宇                     |                                             | 周灏          | 向心力组合                         | 第七集插曲                                                                                          |
| 15.  | 装修之歌          | 韦正 邹杰                    | 张志林                     | 张志林                                      | 张志林        | 张一铎                             | 第八集插曲、片尾曲                                                                                  |
| 16.  | 爆表              | RiCH BOOM                    | stereotypes                | stereotypes                                 | stereotypes   | RiCH BOOM                          | 第九集片尾曲、第十九集插曲                                                                          |
| 17.  | Summer Night      | Q.luv                        | Q.luv                      |                                             |               | 王一浩                             | 第十集片尾曲、第二十九集片尾曲                                                                      |
| 18.  | 闯                | RiCH BOOM 火星电台           | Cook Classics Alex Isaak   | Cook Classics                               | Cook Classics | RiCH BOOM                          | 第十一集插曲、第十三集片尾曲                                                                        |
| 19.  | You Are My Gift   | 王一浩                       | 王一浩                     | 朴冉 大眼炮                                 | 朴冉 王一浩   |                                    | 第十一集片尾曲、第二十七集片尾曲                                                                    |
| 20.  | 王子之歌          | 韦正 邹杰                    | 陈祺丰                     | 陈祺丰                                      | 张志林        | 张一铎                             | 第十二集插曲                                                                                        |
| 21.  | 灰姑娘之歌        | 韦正 邹杰                    | 陈祺丰                     | 陈祺丰                                      | 张志林        | 陈希琰                             | 第十二集插曲、片尾曲                                                                                |
| 22.  | 最好的朋友在身边  | 韦正                         | 韦正                       | 徐肖 欧阳箐宇                               | 余佳运        | 余佳运 张志林 A-LIN                | 第十三集插曲、第二十八集片尾曲、第三十集片尾曲 第十九集插曲、第三十二集插曲(旋律版） 第三十四集插曲 |
| 23.  | 一天一天          | 兰英 DOUBLE ACEMAX-RED       | 兰英 DOUBLE                | ACEMAX-RED                                  | Double_G      | ACEMAX-RED                         | 第十四集片尾曲、第三十一集片尾曲                                                                    |
| 24.  | 对面的大力看过来  | 韦正 邹杰                    | 张志林                     | 张志林 梁昕 王禹鑫                          | 张志林        | 张一铎                             | 第十五集插曲                                                                                        |
| 25.  | 嫁给他            | 韦正 邹杰                    | 王子轩 张志林              | 王子轩                                      | 张志林        | 王子轩 张志林                      | 第十五集插曲、片尾曲                                                                                |
| 26.  | 白色毛衣          | 秋言                         | 祁合 零峰                  | Terence                                     | 秋言          | 黄星侨                             | 第十六集片尾曲                                                                                      |
| 27.  | 启晨              | Double Blow S                | Double_G 兰英              | Double_G 壹leven                            |               | ACEMAX-RED                         | 第十七集片尾曲                                                                                      |
| 28.  | 爱情公寓          | 甘世佳 韦正 汪远             | 陈韵若                     |                                             |               | 爱情公寓集体                       | 第十九集片尾曲、第二十一集插曲                                                                      |
| 29.  | 人人都爱吕小布    | 韦正 邹杰 张志林             | 张志林                     | 唐舰                                        | 张志林        | 张志林                             | 第二十集插曲                                                                                        |
| 30.  | 最好的礼物        | 韦正                         | 韦正                       | 李林                                        | 张志林        | 李金铭                             | 第二十集插曲、片尾曲 第二十三集片尾曲（旋律版） 第三十二集插曲、片尾曲(钢琴版)                      |
| 31.  | 蜕变              | 布偶乐队                     | 布偶乐队                   |                                             | 秦四风        | 布偶乐队                           | 第二十二集片尾曲                                                                                    |
| 32.  | 暖光              | 蓝小邪                       | 颜小健                     |                                             |               | ACEMAX-RED                         | 第二十四集片尾曲                                                                                    |
| 33.  | 摩登男孩          | 侯吉祥                       | 侯吉祥                     | 侯吉祥                                      | 侯吉祥        | 侯吉祥                             | 第三十三集片尾曲                                                                                    |
| 34.  | 离别时刻          | 韦正                         | 韦正                       | 李林                                        | 张志林        | 娄艺潇                             | 主题曲、第三十四集片尾曲、第三十六集片尾曲                                                          |

另外，片中钢琴配乐选自：秦四风专辑《致佩妮》《丹莫罗的天空》

## 轶事
- 《爱情公寓5》于2019年4月11日开启拍摄兼制作，同年8月24日正式杀青。 [6][7][8]
- 由于工作档期的原因，陈赫（曾小贤）戏份减少，只为本季的特别出演。
- 前四季中的一些主演没有参与演出，其中包括王传君（关谷神奇）、金世佳（陆展博）、赵霁（林宛瑜）与邓家佳（唐悠悠）。
- 在第五季的剧情中對前季租客的交代為：展博和宛瑜重逢，戒指的照片出现在第一集的朋友圈中；关谷和悠悠以替身蒙面（非王传君、邓家佳本人出演）的形式出现在18、19集，并最终結婚。此外，在第35集《微信战争》中，四人都有参与讨论。
- 根据剧情设置，本季的部分片头不同于常规：第15集《终极求生欲测试》和第31集《模拟家庭》赵海棠自我脑补的片头，主演介绍和写真全部换为海棠x大力（类似于第四季21集胡一菲脑补的诺澜公寓）；第34集《心中的笑声》得知公寓即将拆迁后，片头变为冷色调，片头曲变为导演韦正演唱的《孤独的角落》，且陈赫（曾小贤）于主演处出现，而非特别演出；第35集《微信战争》无常规片头，仅保留剧集名和广电审核批号。
- 出演诸葛大圣的演员李晟现实中为李佳航（张伟）的配偶。
- 前四季出演大师兄的演员本季由杜俊更换为王蕴凡。
- 第13集《弹幕空间》是五季中首集互动剧，观众选择不同的弹幕将对应不同的剧情。
- 第36集《终成眷属》大结局之后的演职员表中列出了全五季的所有13位主演。
- 剧中最年轻的主角为唯一的00后诸葛大力，但事实上演员成果并非00后，最年轻的主演是饰演咖喱酱的万籽麟。
- 第20集《最好的礼物》中在情人节双双落单的赵海棠和咖喱酱在一起喝酒后，原本有咖喱酱在赵海棠肩头睡着的情节；第24集《玩命快递》最后原本有当陈美嘉的孩子出生时被卡在快递口的赵海棠正好在同一刻终于脱困、大喊“我终于出来了！”并在快递站大爷的微笑旁观下与咖喱酱相拥的情节，虽然在正片中没有播出，但在完结后导演韦正发布的片场剪辑末尾，出现了24集的被剪镜头，有网友猜测是在为之后的新片预告。

## 评价与争议

### 豆瓣评分
开播后，爱情公寓5在豆瓣上的评分为4.6分（滿分10分），成为《爱情公寓》系列电视剧历史最低评分，而以往四部爱情公寓电视剧豆瓣评分均在7分以上，就算是番外篇也有6分以上。但随着剧情推进，观众对于剧集的好评增加，亦能逐渐理解导演对于音乐剧及其他新形式的初衷。豆瓣评分略有上涨。截止2020年2月中旬，第五季豆瓣评分回升至6.7分，至6月初，評分上升至7.0分。

### 推出场景积木
爱情公寓系列电视剧曾被指抄袭美国情景喜剧《老友记》，2019年《老友记》与乐高联名推出《Friends》25周年积木，而爱情公寓5推出一款纪念积木，与《Friends》25周年积木雷同。

### 道具畫稿涉嫌抄襲
《爱情公寓5》开播后，有网友指出第8集《有话好好说》中39分20秒手绘稿与哔哩哔哩知名UP主“老番茄”在2017年投稿的视频《老番茄教你成为灵魂画师（上）》中出现的作品相似，对此《爱情公寓5》剧组在微博上表示道歉，并于2020年1月15日对相关片段进行修正后上线。